# Jim Swire
Pour les articles homonymes, voir Swire (homonymie).
Herbert Swire (né en 1936), plus connu sous le nom de Jim Swire, est un médecin anglais.
Il est surtout connu pour son implication dans les suites de l'attentat de Lockerbie, un attentat contre le vol Pan Am 103 en 1988, au cours duquel sa fille Flora a été tuée. Swire milite pour trouver une solution aux difficultés rencontrées pour traduire en justice les suspects de l'attentat, et a ensuite plaidé pour un nouveau procès et la libération d'Abdelbaset al-Megrahi, le suspect initialement condamné dans cette affaire.

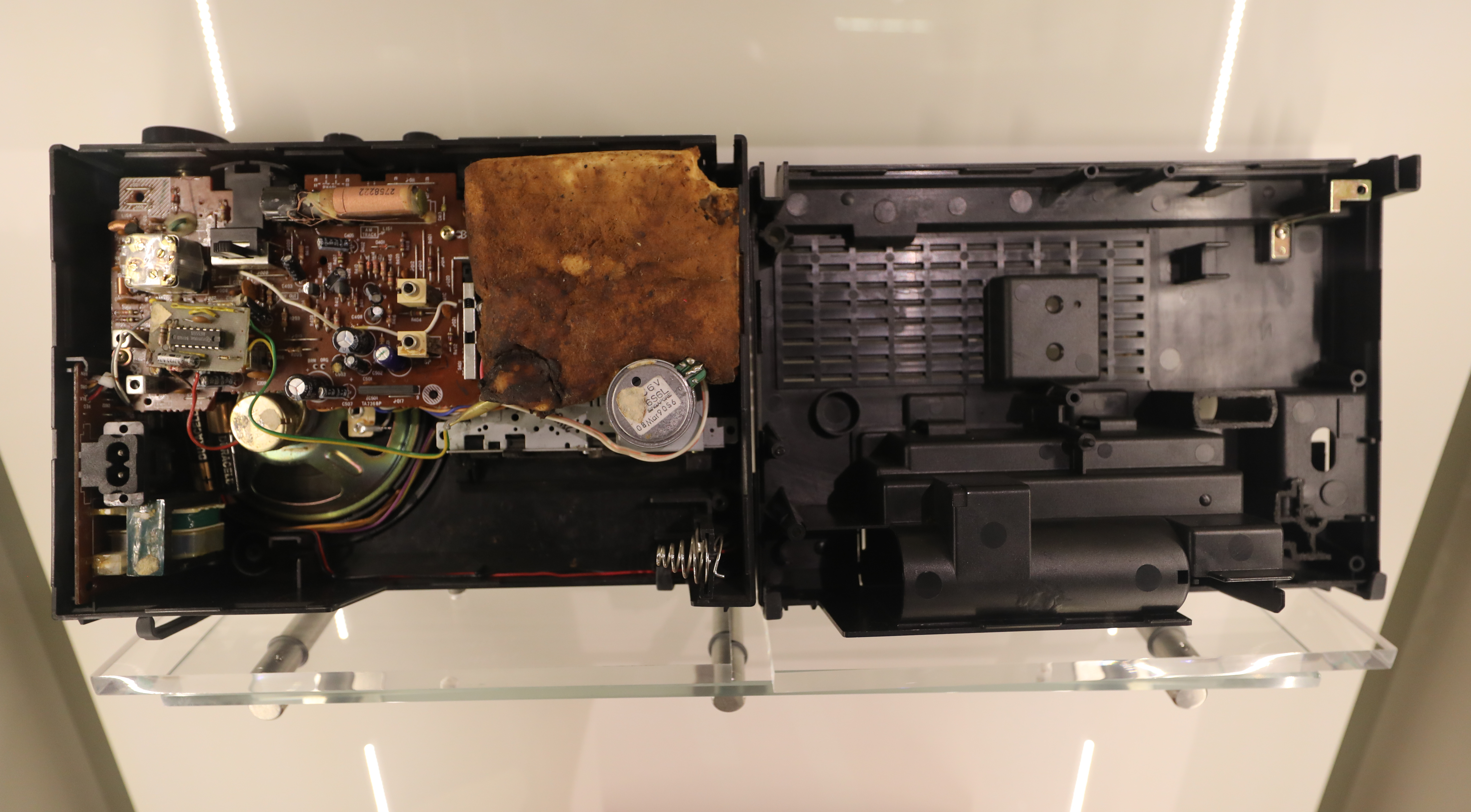
La fausse bombe de Jim Swire.

En 1990, Swire transporte une fausse bombe — réplique quasi exacte de celle qui a tué sa fille — à bord de deux avions différents, l'un au Royaume-Uni et l'autre aux États-Unis, démontrant ainsi le laxisme des mesures de sécurité dans les deux pays.
Swire est joué par Colin Firth dans Lockerbie: A Search for Truth (en), une mini-série basée sur le livre The Lockerbie Bombing: A Father's Search For Justice (2021), que Swire a co-écrit avec Peter Biddulph.